# Le Républicain Lorrain
Le Républicain Lorrain é um jornal diário regional francês com sede em Metz. Foi fundado em 1919. Em 2012, a sua circulação diária era de 123.357.
O jornal tem o seu principal mercado na região administrativa de Lorena. Ele pertence ao banco francês Crédit Mutuel, que também é dono do jornal L'Alsace-Le Pays. 